# Mega Man (computerspel)
Mega Man, bekend als Rockman (ロックマン, Rokkuman) in Japan is een computerspel ontwikkeld en gepubliceerd door Capcom in 1987 voor de NES.

## Gameplay
Mega Man heeft zes levels, elk met een Robot Master op het einde die een wapen bewaken. De speler kan uit alle zes levels kiezen van het begin. Wanneer ze voltooid zijn verschijnt er een zevende level in het midden van het menu. Het zevende level bestaat uit vier sublevels die de speler in een specifieke volgorde moet voltooien.

### Levels
In elk level moet de speler door vijanden en obstakels zien te geraken om in het einde tegen een Robot Master te vechten. Wanneer een Robot Master verslagen is krijgt de speler zijn wapen die de speler kan gebruiken voor de rest van het spel. Deze wapens hebben gelimiteerde munitie. De speler kan ammunitie vinden door vijanden te verslaan. Elke Robot Master heeft een zwakke plek voor een specifiek wapen.

## Personages
- Mega Man — Oorspronkelijk bekend als Rock (of Mega in de remake), gemaakt door Dr. Light om tegen Wily te vechten.
- Dr. Albert W. Wily — De antagonist van het spel; zijn doel is om de wereld over te nemen.
- Dr. Thomas Light — Maker van Mega Man en helpt hem om Dr. Wily te stoppen.
- Roll — Mega Mans zus. Ze maakt haar eerste verschijning in dit spel maar haar naam wordt in de NES-versie niet genoemd. Ze wordt alleen gezien in de credits.
- Robot Masters — De verscheidene robots gebouwd door Dr. Light en geherprogrammeerd door Dr. Wily om voor hem te werken.

## Ontvangst
Mega Man staat op de 61ste plaats in de "Top 200 Games" lijst van Nintendo Power.
De Amerikaanse versie van de foto op de cover heeft kritiek gekregen omdat het niets met het spel te maken heeft. Mega Man lijkt op een middeljarige man in plaats van een jongen en heeft een pistool in plaats van zijn Arm Cannon. Mega Man staat op de eerste plaats in de "Top Ten Worst Covers list" van GameSpy.
| Beoordeeld door                | Jaar | Platform            | Score |
| ------------------------------ | ---- | ------------------- | ----- |
| Quebec Gamers                  | 2013 | NES                 | 86%   |
| Lens of Truth                  | 2009 | NES                 | 85%   |
| Just Games Retro               | 2007 | NES                 | 80%   |
| IGN                            | 2008 | Wii Virtual Console | 80%   |
| Virtual Console Reviews        | 2007 | Wii Virtual Console | 80%   |
| Game Freaks 365                | 2006 | NES                 | 75%   |
| Mag'64                         | 2010 | Wii Virtual Console | 75%   |
| ASM (Aktueller Software Markt) | 1990 | NES                 | 73%   |
| Nintendo Life                  | 2007 | Wii Virtual Console | 70%   |
| HonestGamers                   | 2013 | NES                 | 60%   |

## Inspiratie
Het personage Mega Man is grotendeels ontstaan met inspiratie afkomstig van Astroboy, een populaire manga over een robotjongen.